# Suc de Beaunit
Le suc de Beaunit, ou maar de Beaunit, est un volcan de la chaîne des Puys situé à proximité du hameau de Beaunit, dans la commune de Charbonnières-les-Varennes, dans le département du Puy-de-Dôme, en région Auvergne-Rhône-Alpes.
Le maar de Beaunit est recouvert de zones boisées, de tourbières et de pâturages.
L'ensemble se situe dans la zone du haut-lieu tectonique chaîne des Puys - faille de Limagne inscrite à la liste du patrimoine mondial, mais aussi du parc naturel régional des Volcans d'Auvergne.